# Coralliodrilus priscus
Coralliodrilus priscus är en ringmaskart som beskrevs av Erséus och Alexander William Milligan 1992. Coralliodrilus priscus ingår i släktet Coralliodrilus och familjen glattmaskar. Inga underarter finns listade i Catalogue of Life.